# Winifred
Winifred (alternativt Winefride; kymriska: Gwenffrewi; latin: Wenefreda, Winifreda) är ett helgon inom kristendomen. Winifred föddes ett okänt år i Tegeingl, Wales, och var enligt legenden dotter till hövdingen i Tegeingl, Tyfid ap Eiludd, och Wenlo, som var besläktad med Beuno. I legenden återberättas det om hur hon uppvaktades av en man vid namn Caradoc, som blev ursinnig när Winifred valde att avböja hans närmanden och istället bli nunna. Caradoc halshögg då Winifred och där hennes huvud landade uppstod en vattenkälla, vars vatten sades ha läkande krafter. Winifreds huvud återfördes till hennes kropp med hjälp av Beuno och hon började leva igen. När Beuno såg Caradocs oförskämda och trotsiga uppförande, valde han att påkalla himlens straff. Caradoc föll då ned död; en populär historia är att marken under Caradoc öppnades och svalde honom. 
Winifred lämnade Holywell efter åtta år och gav sig ut på en pilgrimsfärd. Hon kom slutligen till Gwytherin, nära floden Elwy. Winifred blev sedan nunna och abbedissa i Gwytherin och hon kan möjligen även ha gjort en pilgrimsfärd till Rom.

## Galleri

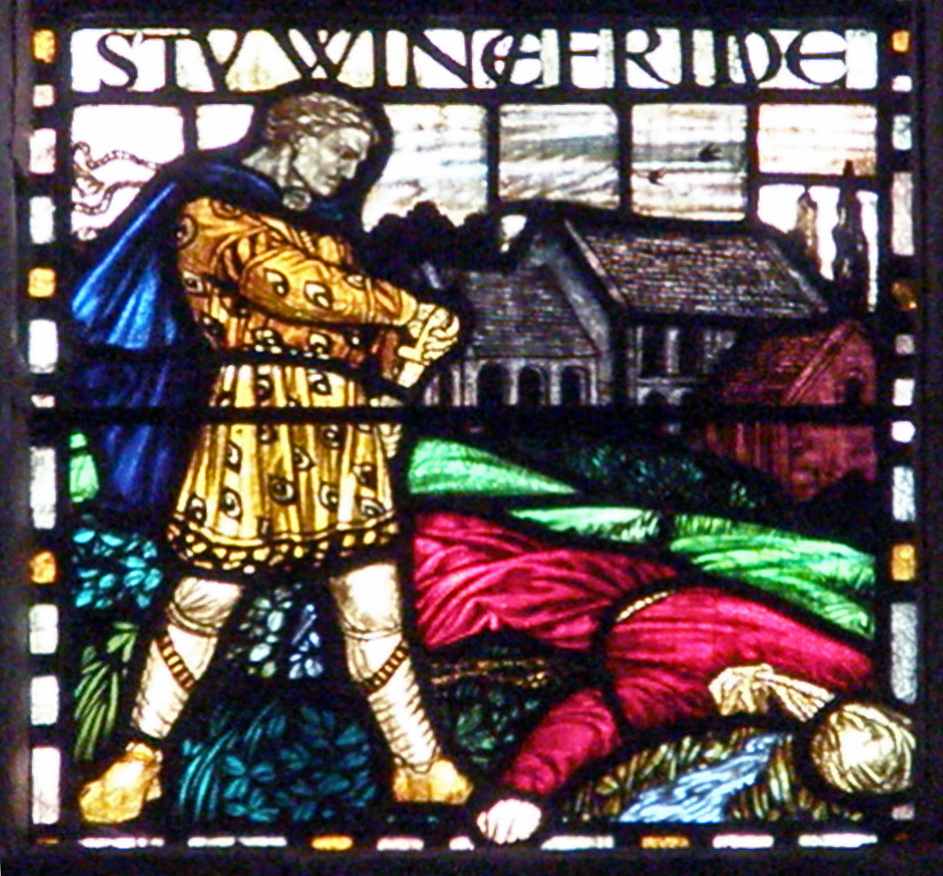
Glasmålning i Shrewsbury Cathedral, Shrewsbury, designad av Margaret Agnes Rope år 1910, föreställande halshuggningen av Winifred.
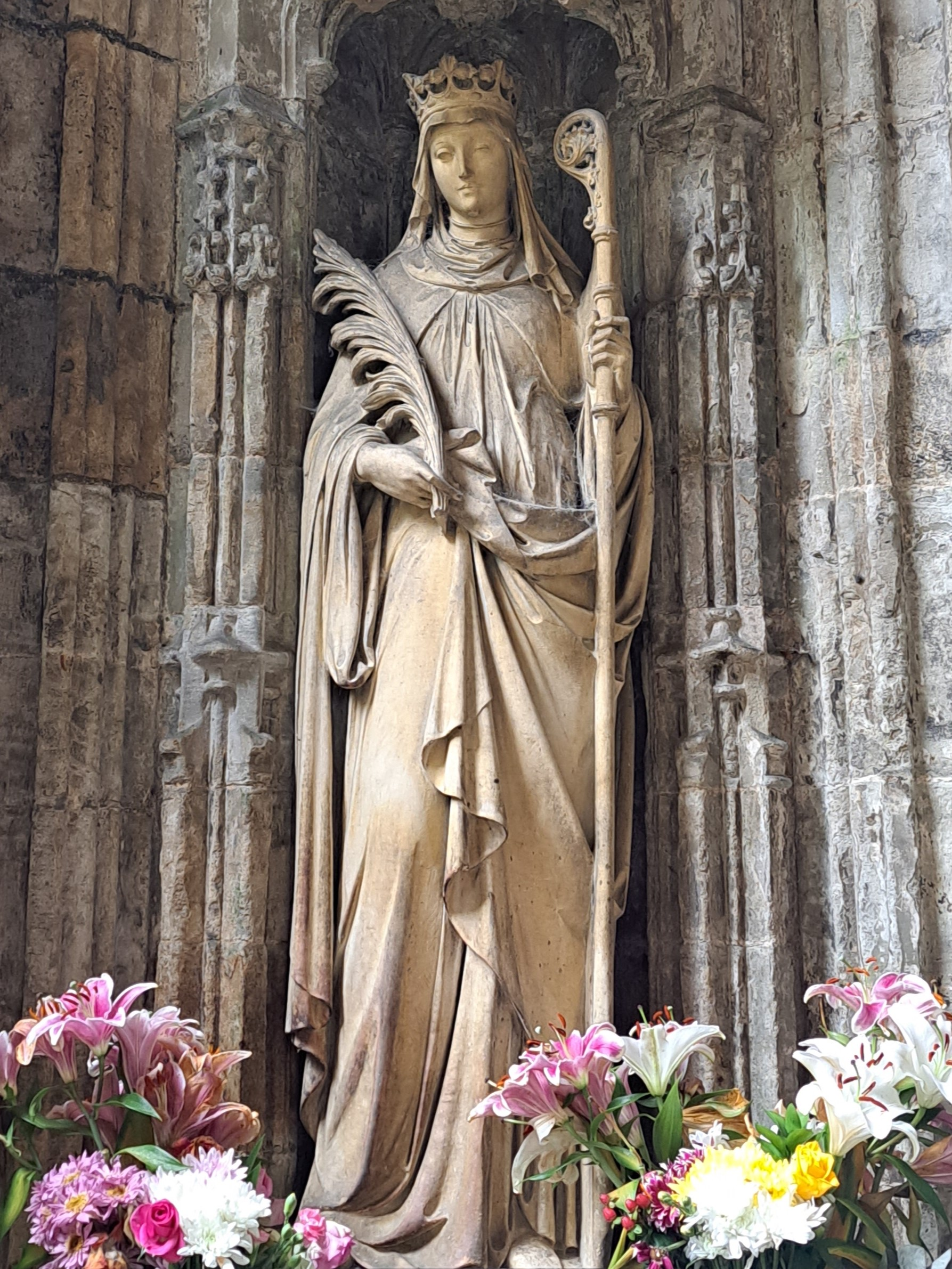
Staty av Winifred från 1886 vid St Winefride's Well, Holywell.
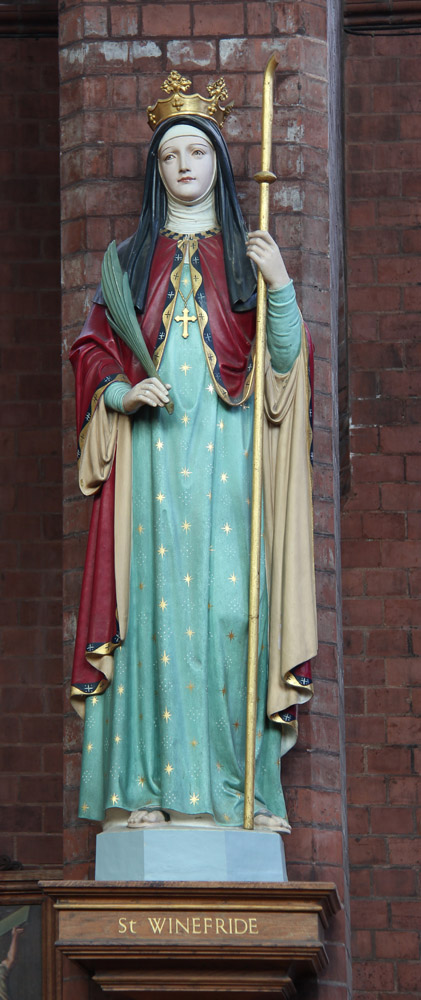
Staty av Winifred på Rodney Road, London.
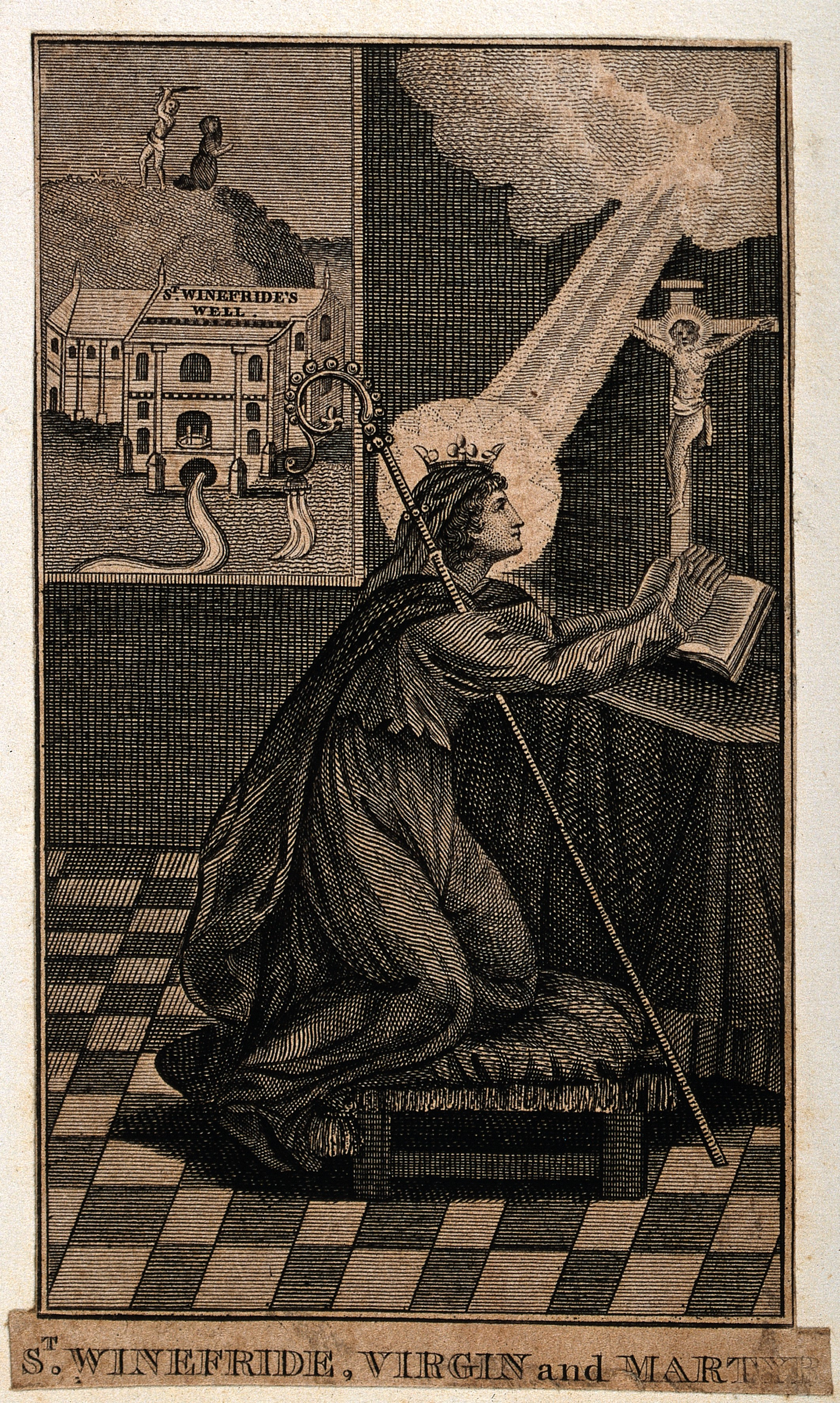
Gravyr av Winifred.